# Bagiry
Bagiry település Franciaországban, Haute-Garonne megyében. Lakosainak száma 107 fő (2022. január 1.). Bagiry Sainte-Marie, Bertren, Samuran, Siradan, Galié, Ore és Ilheu községekkel határos.

## Népesség
A település népességének változása:
| Lakosok száma | 110  | 114  | 88   | 80   | 88   | 96   | 112  | 113  | 112  | 107  |
|               | 1968 | 1982 | 1990 | 2006 | 2013 | 2015 | 2017 | 2019 | 2020 | 2022 |